# Paratascosa flavipurpurella
Paratascosa flavipurpurella är en fjärilsart som beskrevs av George Francis Hampson 1918. Paratascosa flavipurpurella ingår i släktet Paratascosa och familjen mott. Inga underarter finns listade i Catalogue of Life.